# Манджурско шаварче
Манджурско шаварче (Acrocephalus tangorum) е вид птица от семейство Acrocephalidae. Видът е световно застрашен, със статут Уязвим.

## Разпространение
Разпространен е в Камбоджа, Китай, Лаос, Русия, Тайланд и Виетнам.